# RM53410
RM53410 — хімічно пекулярна зоря спектрального класу
B5 й має видиму зоряну величину в смузі V приблизно 11,0.